# Claire Clairmont
Clara Mary Jane Clairmont, eller Claire Clairmont som hon var allmänt känd som, född 27 april 1798 i Brislington i Bristol, död 19 mars 1879 i Florens i Italien, var styvsyster till författaren Mary Shelley och mor till Lord Byrons dotter Allegra.

## Tidigt liv
Claire Clairmont var ett av två barn till Mary Jane Vial Clairmont. Hennes far är inte känd, men identifieras som en "Charles Clairmont" av sin mor. Det misstänks att Clairmonts föräldrar aldrig gifte sig och att hennes mor hade antagit namnet Clairmont för att dölja det faktum att hennes barn, Clara och Charles, var oäkta.
I december 1801 gifte sig Mary Jane Clairmont med William Godwin. Godwin hade en dotter, Mary, som var åtta månader äldre än Clairmont, och en styvdotter Fanny Imlay. Flickorna blev nära vänner och höll kontakten med varandra under hela sina liv. Clairmont påverkades, likt Mary Shelley, av Godwins radikalt anarkistiska filosofiska övertygelse. Hennes mor var välutbildad och författade tillsammans med Godwin barnböcker om biblisk och klassisk historia. Godwin uppmanade alla sina barn att läsa mycket och hålla föredrag så fort de kunde läsa. Mary Jane Godwin hade också en vass tunga, hon grälade ofta med Godwin och gynnade sina egna barn framför Godwins döttrar. Hon ordnade så att Claire Clairmont fick komma till en internatskola ett tag, vilket gav den lika labila som känslomässigt intensiva Clairmont, som var känd som "Jane" när hon var barn, mer formell utbildning än sina styvsystrar. Clairmont, till skillnad från Mary Shelley, pratade franska flytande när hon var tonåring och fick senare betyg på att hon kunde fem olika språk flytande.

## Byron

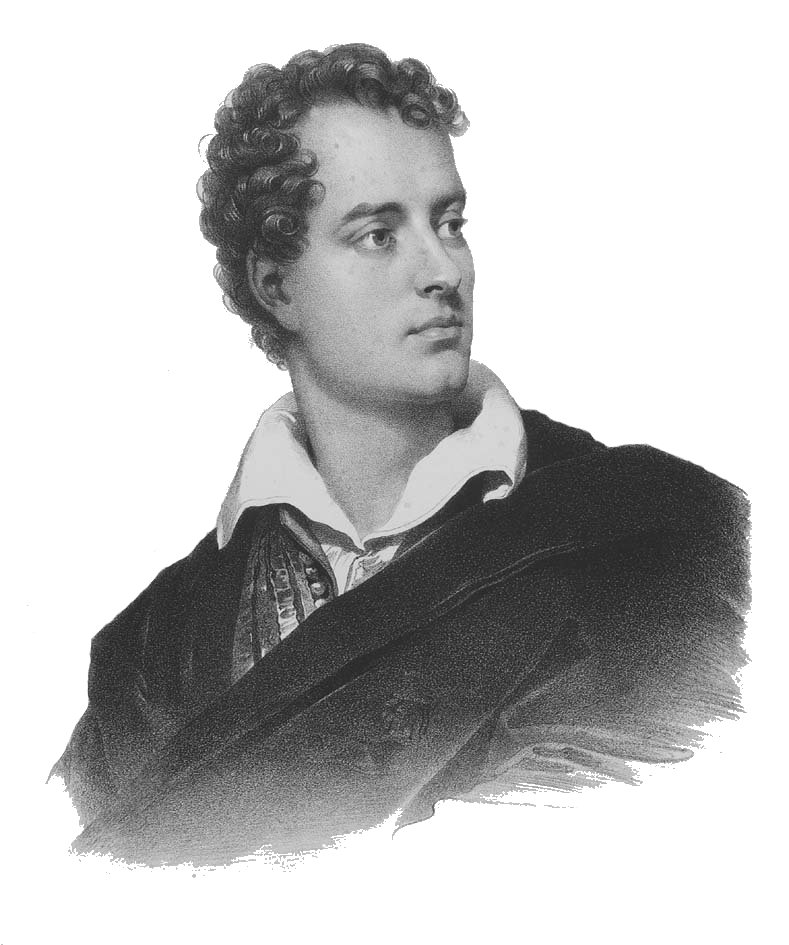
Lord Byron

Vid sexton års ålder var Clairmont en livlig brunett med en bra sångröst och en hunger efter erkännande. Hennes familjeliv hade blivit alltmer spänt, eftersom styvfadern William Godwin blev djupt skuldsatt och hennes mors relation till Mary Shelley blev mer ansträngd. Clairmont understödde sin styvsysters hemliga möten med Percy Bysshe Shelley, som hade bekänt en tro på fri kärlek och hade lämnat sin hustru och två små barn för att vara tillsammans med Mary. När Mary flydde med Shelley i juli 1814 följde Clairmont med dem. Clairmonts mor spårade dem till ett värdshus i Calais, men kunde inte få flickan att följa med henne hem. Godwin behövde det ekonomiska stöd som den aristokratiska Shelley skulle kunna ge. Clairmont förenade sig med paret och följde med dem på deras vandring i Europa. De tre ungdomarna traskade genom det krigsdrabbade Frankrike till Schweiz, och fantiserade om sig själva som personer i en romantisk roman, som Mary Shelley senare erinrade sig, men de läste hela tiden mycket, skrev och diskuterade den kreativa processen. På resan läste Clairmont Rousseau, Shakespeare och verk av Mary Wollstonecraft. "Vad ska stackars Cordelia göra - Älska & vara tyst,"  skrev Clairmont i sin dagbok medan hon läste Kung Lear. "Oh det här är sant - Äkta kärlek kommer aldrig visa sig för ögat på dagen - den uppvaktar hemliga gläntor." Clairmonts känslor skulle röras om så av Cordelia att hon hade en av sina "fasor", ett hysteriskt anfall, vilket Mary Shelley skrev om i sin dagbok samma dag. Clairmont, som var omgiven av poeter och författare, gjorde också sina egna litterära försök. Under sommaren 1814 påbörjade hon en berättelse kallad The Idiot, som sedan har försvunnit. 1817-1818  skrev hon en bok som Percy Bysshe Shelley försökte att få publicerad, utan framgång. Men även om Claire saknade den litterära talang som hennes styvsyster och hennes svåger hade, längtade hon alltid efter att få vara i centrum. Det var under denna period som hon ändrade sitt namn från "Jane" till sitt förstanamn "Clara" och slutligen det mer romantiskt klingande "Claire."
Vilka romantiska planer Clairmont än kan ha haft för Shelley hindrades de i början, men hon ville få paret Shelley att komma i kontakt med Lord Byron, vilken hon hade en affär med innan han lämnade England 1816 för att leva utomlands. Clairmont hade förhoppningar om att bli författare eller skådespelerska och skrev till Byron och bad om "karriärrådgivning" i mars 1816, när hon var nästan arton. Byron var regissör på Drury Lane Theatre. Clairmont följde senare upp sina brev med besök, ibland med sin styvsyster Mary Shelley, som hon tycktes antyda att Byron också kunde tycka vara attraktiv. "Vet du att jag inte kan prata med dig när jag träffar dig? Jag är så tafatt och har bara lust att ta en liten pall och sitta vid dina fötter" skrev Clairmont till Byron. Hon "bombarderade honom med passionerade dagliga kommunikéer" och berättade för honom att han behövde bara tacka ja till "det som det länge har varit en passionerad önskan i mitt hjärta att ge dig". Hon ordnade med att de skulle träffas på ett värdshus. Byron, som var deprimerad efter upplösningen av sitt äktenskap med Annabella Milbanke och skandalen med hans relation till sin halvsyster Augusta Leigh, gjorde det mycket klart för Clairmont innan han reste att han inte ville dela sitt liv med henne. Clairmont, å andra sidan, var fast besluten att få honom att ändra sig. Hon övertygade Mary Shelley och hennes blivande make, Percy Bysshe Shelley, om att de skulle följa Byron till Schweiz, där de träffade honom och John Polidori på Villa Diodati vid Genèvesjön. Det är okänt huruvida Clairmont visste att hon var gravid med Byrons barn i början av resan, men det stod snart klart för både hennes följeslagare på resan och Byron inte långt efter deras ankomst till hans hus. Först vidhöll han sitt avslag på Clairmonts sällskap och lät henne bara vara i hans närvaro i sällskap med paret Shelley, senare fortsatte de sin sexuella relation under en tid i Schweiz. Clairmont och Mary Shelley skrev också rent Byrons utkast på Childe Harold's Pilgrimage, som han var i färd med att skriva.
Clairmont var den enda älskare, utom Caroline Lamb, som Byron kallade ett "litet monster." Bekännande affären i ett brev till sin halvsyster Augusta Leigh, skrev Byron:
| ” | What could I do? -- a foolish girl -- in spite of all I could say or do -- would come after me -- or rather went before me -- for I found her here ... I could not exactly play the Stoic with a woman -- who had scrambled eight hundred miles to unphilosophize me. | „ |

Byron refererade också till henne på följande sätt, i ett brev till Douglas Kinnaird (20 januari 1817):
| ” | [Claire Clairmont] You know--& I believe saw once that odd-headed girl—who introduced herself to me shortly before I left England—but you do not know—that I found her with Shelley and her sister at Geneva—I never loved her nor pretended to love her—but a man is a man--& if a girl of eighteen comes prancing to you at all hours of the night—there is but one way—the suite of all this is that she was with child--& returned to England to assist in peopling that desolate island...This comes of "putting it about" (as Jackson calls it) & be dammed to it—and thus people come into the world. | „ |

Clairmont skulle senare säga att hennes förhållande med Byron hade gett henne bara några minuter av glädje, men en livstid av problem.

## Allegras födelse
Clairmont bosatte sig i Bath och i januari 1817 födde hon en dotter, Alba, vars namn slutligen ändrades till Allegra. Under hela graviditeten hade Clairmont skrivit långa brev till Byron, som bad om hans uppmärksamhet och ett löfte att ta hand om henne och barnet, och gjorde ibland narr av hans vänner, och påminde honom hur mycket han hade njutit av att ha sex med henne, ibland hotade hon med självmord. Byron, som vid denna tid hatade henne, ignorerade breven. Följande år lämnade Clairmont och paret Shelley England och reste ännu en gång till Byron, som nu var bosatt i Italien. Clairmont ansåg att den framtid som Byron kunde erbjuda deras dotter skulle bli bättre än den hon själv skulle kunna ge barnet, och därför ville hon lämna Allegra i hans vård.
Vid ankomsten till Italien vägrade Byron återigen att träffa henne. Han ordnade så att Allegra skulle lämnas till hans hus i Venedig och gick med på att uppfostra barnet på villkor att Clairmont höll sig på avstånd från honom. Clairmont gav motvilligt Allegra till Byron.

## Percy Bysshe Shelley

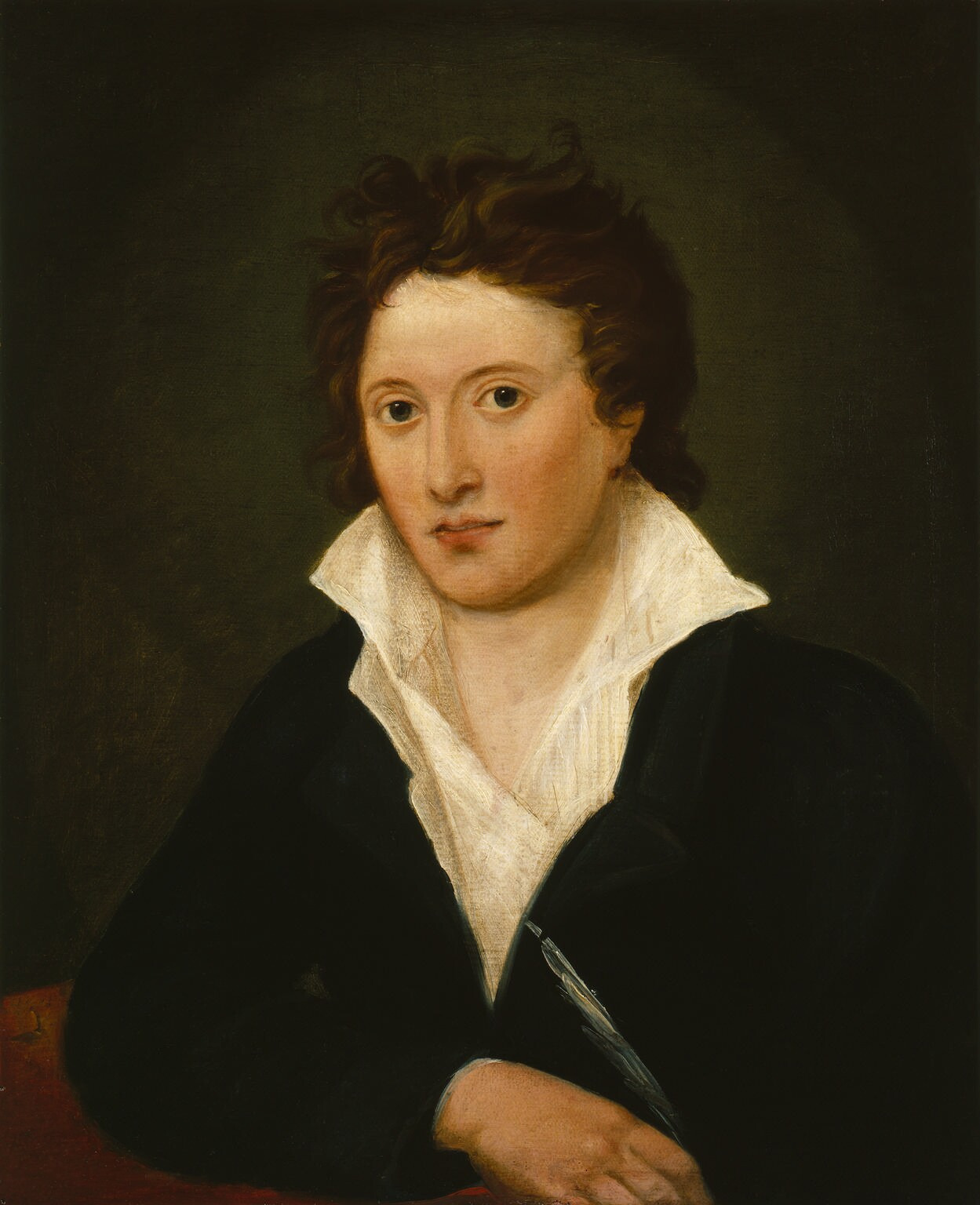
Percy Bysshe Shelley

Clairmont kan ha haft sex med Percy Bysshe Shelley under olika perioder, men Clairmonts biografer, Robert Gittings och Manton, hittar inga starka bevis på det. Deras vän Thomas Jefferson Hogg skämtade om "Shelley och hans två fruar," Mary och Claire, en kommentar som Clairmont skriver om i sin dagbok. Clairmont sympatiserade också helt, mer än Mary, med Shelleys teorier om fri kärlek, gemensamt boende, och rätten för en kvinna att välja sin egen älskare och inleda sexuella kontakter utanför äktenskapet. Hon tycktes tänka sig kärlek som en "triangel" och njöt av att vara den tredje. Hon hade också bildat en nära vänskap med Shelley, som kallade henne "mitt söta barn" och inspirerades och gavs näring av hans verk. I Mary Shelleys tidiga dagböcker skrev hon flera gånger om att Clairmont och Shelley delade visioner om gotisk skräck och lät sin fantasi få vingar, de rörde upp varandras känslor till hysteri och mardrömmar. I oktober 1814 skrämde Shelley avsiktligt Clairmont genom att anta ett särskilt illvilligt och hemskt ansiktsuttryck. "Så fruktansvärd du ser ... titta inte på mig!" ropade hon. Hon gick till sängs efter ännu en av sina "fasor." Percy Bysshe Shelley beskrev hennes ansiktsuttryck för Mary Shelley som "mycket onaturligt förvridet av fruktansvärd förfäran." Hösten 1814  diskuterade Clairmont och Shelley även om att bilda "en sammanslutning av filosofiska människor" och Clairmonts uppfattning om en idealiserad gemenskap där kvinnorna var de som hade ansvaret.
Shelleys dikt To Constantia, Singing tros handla om henne:
| ” | Constantia turn! In thy dark eyes a power like light doth lie Even though the sounds which were thy voice, which burn Between thy lips, are laid to sleep: Within thy breath, and on thy hair Like odour, it is yet, And from thy touch like fire doth leap. Even while I write, my burning cheeks are wet Alas, that the torn heart can bleed, but not forget! | „ |

Mary Shelley omarbetade denna dikt, hon ändrade helt de två första stroferna, när hon inkluderade dikten i en postum samling av Shelleys verk publicerat 1824. I Shelleys "Epipsychidion," tror vissa forskare tror att han tilltalar Clairmont som sin:
| ” | Comet beautiful and fierce Who drew the heart of this frail Universe (Universum) Towards thine own; till, wrecked in that convulsion Alternating attraction and repulsion Thine went astray and that was rent in twain. | „ |

Vid tidpunkten när Percy Shelley skrev dikten, i Pisa, bodde Clairmont i Florens, och raderna kan avslöja hur mycket han saknade henne. 

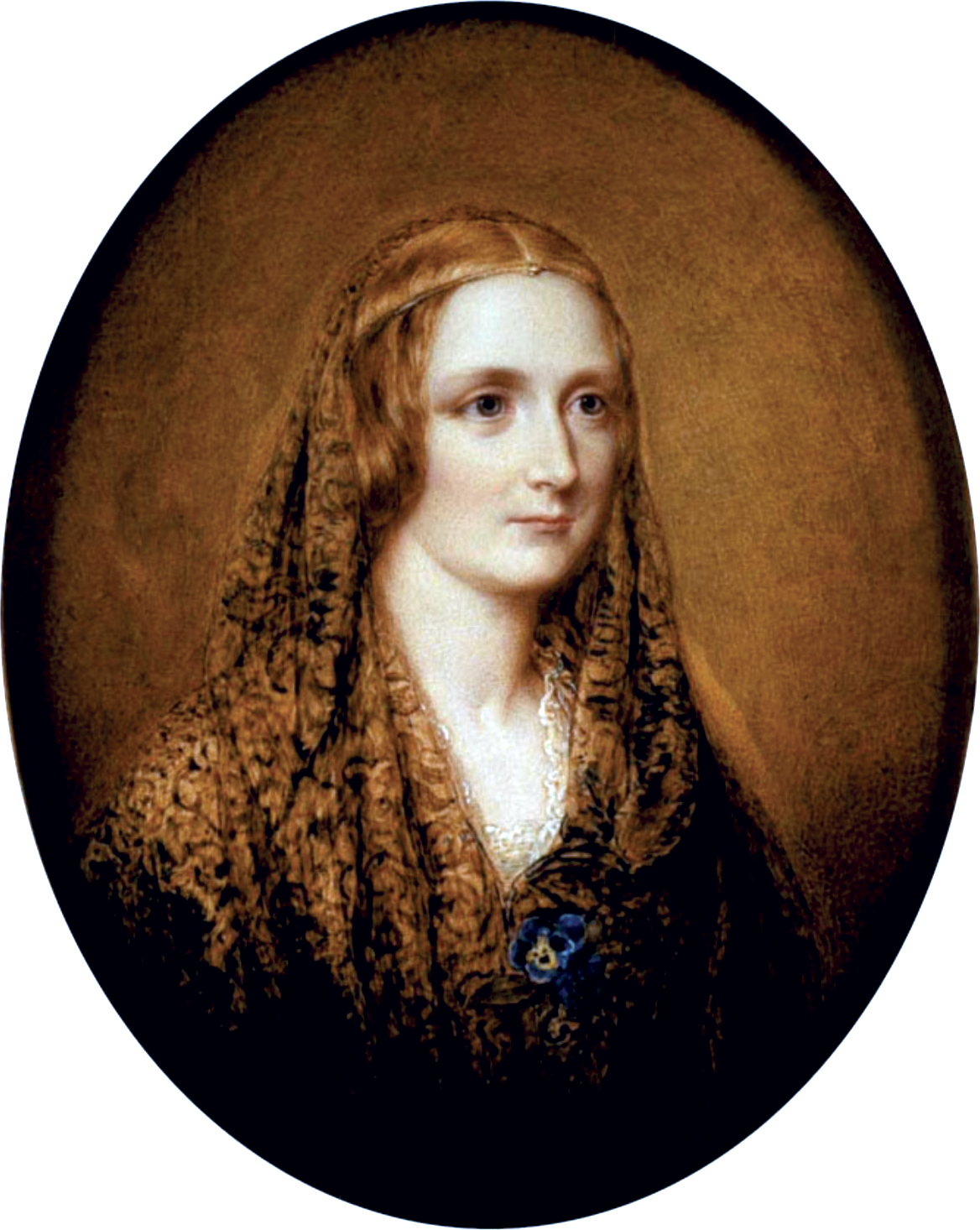
Mary Shelley, omkring 1820

Det har ibland föreslagits att Clairmont också var mamma till en dotter som Percy Shelley var far till. Möjligheten i detta går tillbaka på beskyllningar från Shelleys tjänare, Elise och Paolo Foggi att Clairmont födde Percy Shelleys baby under en vistelse i Neapel, där den 27 februari 1819 Percy Shelley registrerade att ett barn vid namn Elena Adelaide Shelley hade fötts den 27 december 1818. Folkbokföringen registrerade henne som dotter till Percy Shelley och "Maria" eller "Marina Padurin" (möjligen en italiensk felstavning av "Mary Godwin"), och hon döptes samma dag som äkta barn till Percy Shelley och Mary Godwin. Det är dock nästan omöjligt att Mary Shelley var mor, och detta har gett upphov till flera teorier, bland annat att barnet egentligen var Clairmonts. Claire själv hade bestigit Vesuvius, buren på en bärstol, den 16 december 1818, endast nio dagar före den dag som anges för födelsen av Elena. Det kan dock vara signifikativt att hon var sjuk vid ungefär samma tid, enligt Mary Shelleys dagbok var hon sjuk den 27 december - och att hennes dagbok från juni 1818 till början av mars 1819 har gått förlorad. I ett brev till Isabella Hoppner från den 10 augusti 1821 uppgav Mary Shelley dock med eftertryck att "Claire had no child". Hon insisterade också på detta:
| ” | I am perfectly convinced in my own mind that Shelley never had an improper connexion [sic] with Claire ... we lived in lodgings where I had momentary entrance into every room and such a thing could not have passed unknown to me ... I do remember that Claire did keep to her bed there for two days—but I attended on her—I saw the physician—her illness was one that she had been accustomed to for years—and the same remedies were employed as I had before ministered to her in England. | „ |

Spädbarnet Elena placerades hos fosterföräldrar och dog senare den 10 juni 1820. Byron trodde på ryktena om Elena och använde dem som en anledning att inte låta Clairmont påverka Allegra.

## Allegra Byrons död

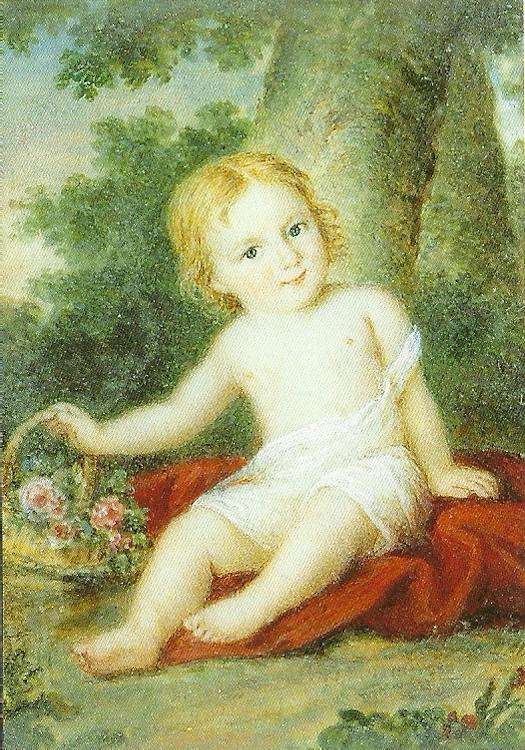
Allegra Byron

Clairmont gavs endast tillstånd till några korta besök med sin dotter efter att ha gett vårdnaden av henne till Byron. När Byron ordnade med att placera henne i ett kapucinerkloster i Bagnacavallo, Italien blev Clairmont rasande. 1821 skrev hon ett brev till Byron där hon anklagade honom för att bryta sitt löfte om att deras dotter aldrig skulle vara borta från en av sina föräldrar. Hon tyckte att de fysiska förhållandena i klostren var ohälsosamma och undervisningen var dålig och var ansvarig för att "okunnigheten & italienska kvinnors sedeslöshet, alla elever från Kloster. De är dåliga hustrur & de mest onaturliga mödrar, lössläppta & okunniga är de en vanära & olycka för samhället ... Den här åtgärden kommer att skaffa dig ett oräkneligt tillskott av fiender och av skuld." I mars 1822 var det två år sedan hon hade sett sin dotter. Hon planerade att kidnappa Allegra från klostret och bad Shelley att skriva ett förfalskat brev om tillstånd från Byron. Shelley avslog hennes begäran. Byrons till synes hjärtlösa behandling av barnet svärtades ytterligare när Allegra dog vid fem års ålder av en feber som några forskare har identifierat som tyfus och andra spekulerar i om det var feber av malaria. Clairmont höll Byron helt ansvarig för förlusten av deras dotter och hatade honom för resten av sitt liv. Percy Bysshe Shelleys död följde bara två månader senare.

## Senare liv
Strax efter att Clairmont hade introducerat Shelley för Byron träffade hon Edward John Trelawny, som kom att spela en viktig roll för båda poeterna. Efter Percy Shelleys död skickade Trelawny kärleksbrev till henne från Florens och vädjade till henne att gifta sig med honom, men hon var inte intresserad. Men hon var i kontakt med honom resten av sitt långa liv. Clairmont skrev till Mary Shelley , "Han [Trelawny] gillar ett tumultartat och oroligt liv, jag ett lugnt, han är full av fina känslor och har inga principer, jag är full av goda principer, men har aldrig haft en känsla (i mitt liv)."
Förkrossad efter Shelleys död återvände Mary till England. Hon betalade för Clairmont för att resa till sin brors hem i Wien där hon stannade i ett år, innan flytten till Ryssland, där hon arbetade som guvernant från 1825 till 1828. De människor hon arbetade för behandlade henne nästan som en familjemedlem. Men vad Clairmont längtade efter mest av allt var privatliv och lugn och ro, som hon beklagade sig i brev till Mary Shelley. 
Två ryska män hon mötte kommenterade hennes allmänna förakt för det manliga könet, irriterad över deras antagande att eftersom hon alltid blev förälskad, skulle hon visa sina känslor tillbaka om de flirtade med henne, skojade Clairmont i ett brev till Mary Shelley om att hon kanske skulle bli kär i dem båda på en gång och bevisa att de hade fel. Hon återvände till England 1828, men stannade där endast en kort stund innan avresa till Dresden, där hon var anställd som sällskap och hushållerska. Forskaren Bradford A. Booth föreslog 1938 att Clairmont, driven av ett behov av pengar, kan ha varit den verkliga författaren till det mesta av The Pole, en novell från 1830  som publicerades i tidskriften The Court Assembly and Belle Assemblée som "Författaren till Frankenstein" Till skillnad från Mary Shelley, var Clairmont bekant med polska, som används i berättelsen.  Vid ett tillfälle tänkte hon skriva en bok om de faror som kan uppstå p.g.a. "felaktiga åsikter" om relationen mellan män och kvinnor, med exempel från Shelleys och Byrons liv. Hon gjorde inte många litterära försök, som hon förklarade för sin vän Jane Williams:
| ” | But in our family, if you cannot write an epic or novel, that by its originality knocks all other novels on the head, you are a despicable creature, not worth acknowledging. | „ |

Clairmont återvände till England 1836 och arbetade som musiklärare. Hon skötte sin mamma när hon var döende. År 1841, efter Mary Jane Godwins död flyttade Clairmont till Pisa, där hon bodde med Lady Margaret Mount Cashell, en gammal elev till Mary Wollstonecraft. Hon bodde i Paris en tid på 1840-talet. Percy Bysshe Shelley hade testamenterat tolv tusen pund till henne , som hon slutligen fick 1844. Hon fortsatte med en ibland turbulent, bitter korrespondens med sin styvsyster Mary Shelley tills hon dog år 1851. Hon konverterade till katolicism, trots att hon hade hatat religion tidigare i sitt liv. Hon flyttade till Florens 1870 och bodde där i en koloni för expatrierade med sin systerdotter, Paulina. Clairmont klamrade sig också fast vid minnessaker av Percy Bysshe Shelley. The Aspern Papers av Henry James är baserad på berättarens försök att få äganderätt till dessa saker. Hon dog i Florens den 19 mars 1879 vid en ålder av åttio år. Av alla medlemmar av Shelley's Circle, överlevde Clairmont alla utom Trelawny och Jane Williams.